# 문용현
문용현(1977년 3월 5일 ~ )은 대한민국의 뮤지컬 배우, 코미디언이다.

## 주요 이력
배우 오주은과 결혼한 그는 2001년 뮤지컬배우 첫 데뷔한 다음 2002년 경인방송 공채 리포터 2기 데뷔하였고 2004년 MBC 14기 공채 개그맨 정식 데뷔하였으며 한때 SBS  공채 탤런트 시험에 연기 연습을 해보지 않고 4차 시험까지 통과(마지막 관문인 5차에서 탈락)했던  경험이 있었다.

## 출연 작품

### 드라마 & 시트콤
- 《미라클》 (MBC, 2004년) - 문순경 역
- 《녹색마차》 (SBS, 2009년) - MC 역

### 방송
- 《가족오락관》 (KBS1)
- 《빵빵! 그림책 버스》 (EBS)
- 《TV유치원 하나둘셋 파니파니》 (KBS2) - 팜팜 역.
- 《국악한마당》 (KBS1)
- 《생방송 오늘 아침》 (MBC)
- 《고운노래 발표회》 (EBS)
- 《정보토크 팔방미인》 (MBC)
- 《느낌표》 (MBC)
- 《코미디쇼 웃으면 복이와요》 (MBC)
- 《도전 1000곡》 (SBS)
- 《웃찾사》 (SBS)
- 《코미디하우스》 (MBC)
- 《고운노래 발표회》 (EBS)
- 《TV쇼 진품명품》 (KBS1)

### 뮤지컬
- 《브레멘 음악대》
- 《김종욱찾기》
- 《안녕, 프란체스카》
- 《미스터 쇼》